# Musikakademie Breslau

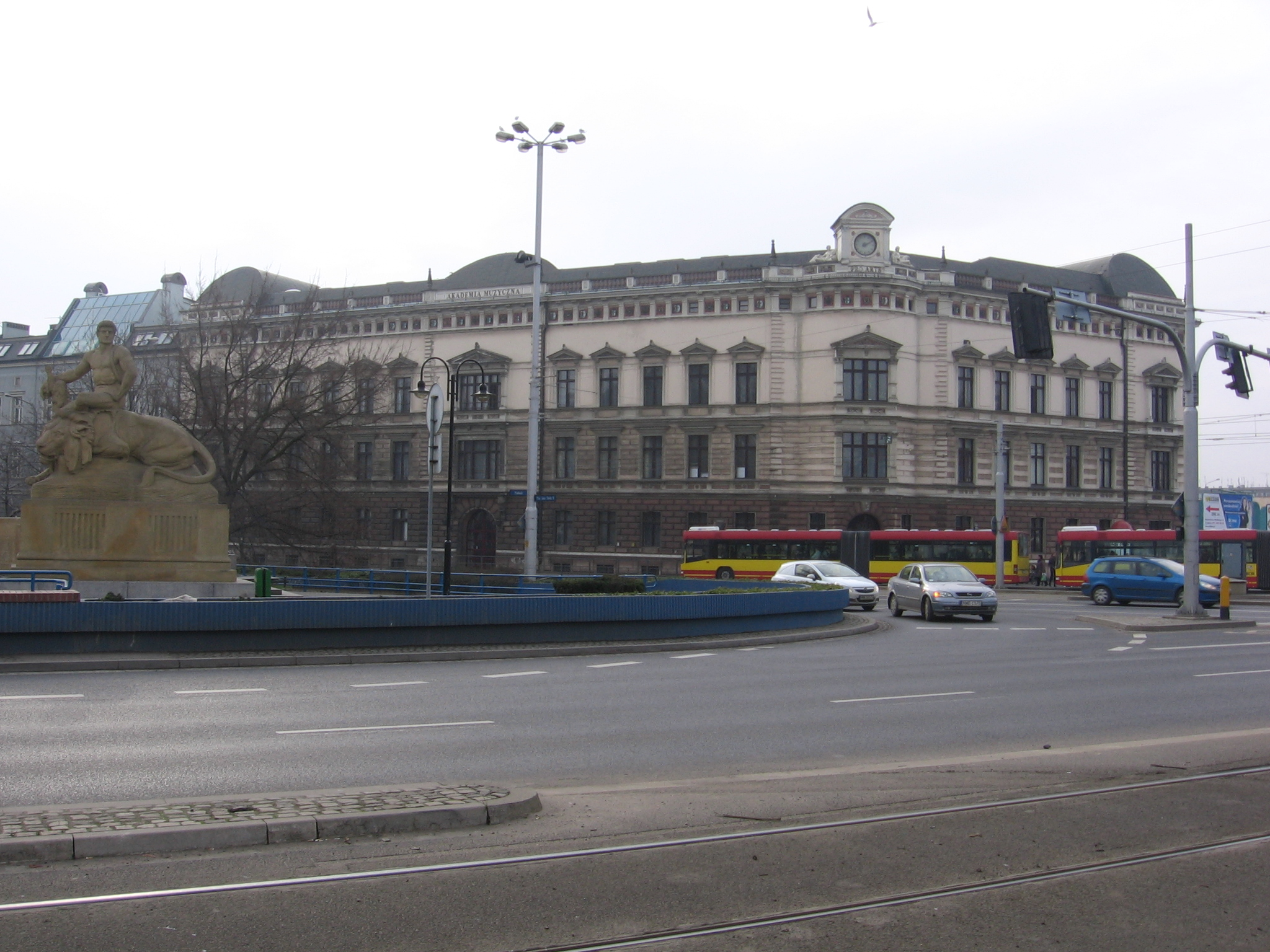
Musikakademie Breslau

Die Karol-Lipiński-Musikakademie Breslau (polnisch Akademia Muzyczna im. Karola Lipińskiego we Wrocławiu) ist eine Musikhochschule in Breslau in Polen. Sie ist nach Karol Lipiński benannt.

## Geschichte
Die Musikakademie wurde im November 1948 in Breslau als Staatliche Musikhochschule gegründet. Diese war die fünfte Hochschule der Stadt und die siebte Musikhochschule in Polen. Sie hatte zunächst nur eine Fakultät für Pädagogik, erhielt 1949 eine Fakultät für Gesang, 1950 für Instrumentalmusik, Musiktheorie und Dirigat und wenig später eine Fakultät für Komposition.

### Rektoren
- 1948–1951: Hieronim Feicht
- 1951–1953: Janusz Nowak
- 1953–1957: Józef Karol Lasocki
- 1957–1963: Adam Kopyciński
- 1963–1969: Zbigniew Liebhart
- 1969–1981: Jerzy Zabłocki
- 1981–1984: Marek Tracz
- 1984–1987: Zygmunt Herembeszta
- 1987–1990: Eugeniusz Sąsiadek
- 1990–1994: Marek Dyżewski
- 1995: Eugeniusz Sąsiadek
- 1995–2002: Jerzy Mrozik
- 2002–2008: Grzegorz Kurzyński
- 2008–2016: Krystian Kiełb
- 2016–2020: Grzegorz Kurzyński[3]
- seit 2020: Krystian Kiełb

### (ehemalige) Dozenten
- Stefan Czermak (1971–1984)[4]
- Ulrich Nicolai (als Gastprofessor)
- Grażyna Pstrokońska-Nawratil (seit 1971)[5]
- Tadeusz Strugała (1954–1975)
- Lidia Zielińska (1992/93)[6]
- Agata Zubel (seit 2002)[7]

### Absolventen
- Krystian Adam
- Marzena Diakun
- Maciej Fortuna
- Aleksandra Kurzak
- Ewa Sonnenberg
- Nadia Szagdaj
- Jagoda Szmytka
- Agata Zubel